# Leucopsacus ingolfi
Leucopsacus ingolfi är en svampdjursart som beskrevs av Burton 1928. Leucopsacus ingolfi ingår i släktet Leucopsacus och familjen Leucopsacidae.
Artens utbredningsområde är havet utanför Indien. Inga underarter finns listade i Catalogue of Life.